# سوستدیک
سوستدیک (به هلندی: Soestdijk) یک منطقهٔ مسکونی در هلند است که در سوست (هلند) واقع شده‌است.